# Берёзовский сельсовет (Могилёвская область)
Берёзовский сельсовет (бел. Бярозаўскі сельсавет) — упразднённая административная единица Глусского района Могилёвской области Республики Беларусь.

## Географическое положение
На территории сельсовета расположены СПК "Колхоз «Заря», 1 крестьянское фермерское хозяйство, 14 объектов социально-культурной сферы и Зеленковичское лесничество.
Граничит с Катковским, Козловичским, Клетненским, Хвастовичским сельскими Советами Глусского района, Октябрьским сельсоветом (Октябрьский район).
Центр сельсовета — агрогородок Берёзовка расположена на расстоянии 12 км от Глуска.
В 2013 году сельсовет упразднен, населённые пункты включены в состав Катковского сельсовета.

## Население
- 1999 год — 1139 человек
- 2010 год — 679 человек

По состоянию на 2011 год количество населения на территории сельсовета — 714, из них: несовершеннолетних — 108, трудоспособных — 352, нетрудоспособных — 254. Подворьев — 357.

## Состав
Включает 8 населённых пунктов:
- Берёзовка — агрогородок.
- Жуковичи — деревня.
- Згода — деревня.
- Зеленковичи — деревня.
- Зубаревичи — деревня.
- Поблин — деревня.
- Подлужье — деревня.
- Розлевичи — деревня.

Упразднённый населённый пункт на территории сельсовета:
- Зеленка — деревня.